# 亚历山大·贝宁
亚历山大·“桑德斯”·贝宁（荷蘭語：Alexander (Sanders) Bening；？—1519年），文艺复兴时期欧洲艺术家。为弗拉芒写本插图画家，西蒙·贝宁的父亲，他工作在布鲁日和根特。勃艮第的马丽的祈祷书插图（现藏于维也纳国家美术馆）被认为是出自他之手。